# Родители за удобство
Родители за удобство (на испански: Papás por conveniencia) е предстояща мексиканска теленовела, създадена от Педро Армандо Родригес и Херардо Перес Серменьо, режисирана от Бенхамин Кан и Фернандо Несме и продуцирана от Роси Окампо за „ТелевисаУнивисион“ през 2024 г.
В главните роли са Ариадне Диас, Хосе Рон, Даниела Лухан, Мартин Рика, Мария Чакон и Мигел Мартинес, а в отрицателните – Фердинандо Валенсия, Африка Савала, Орасио Панчери, Ламбда Гарсия и Джонатан Бесера. Специално участие вземат Шерлин Гонсалес, Иманол Ландета, Летисия Пердигон, Сесилия Габриела и Адриана Фонсека.

## Сюжет
Тино Гевара преминава през трудни моменти – бори се с безработицата, растящите дългове и отговорността да се грижи за майка си и двете си деца. Той се среща с Гусман Муриел, успешен изпълнителен директор на важна компания, собственост на Айде Москеда. Гусман и Айде са бивши съученици на Тино в гимназията. Тино е поканен на среща на випуска и за да не се почувства засенчен от постиженията на бившите си съученици, той ги убеждава, че отговаря на всички критерии за успешен възрастен.
Най-голямата изненада обаче идва, когато Айде, която е била тормозена, разкрива, че Тино е баща на нейните непокорни близнаци тийнейджъри, резултат от нощта, която двамата прекарват заедно след партито за завършване. Въпреки недоверието си, Тино вижда това като възможност да реши финансовите си проблеми у дома и поема новата родителска отговорност, като започва работа в компанията на Айде. Когато Тино и семейството му се преместват при Айде в опит да се интегрират в новия си живот, домакинството се превръща в бойно поле. Събирайки се, двамата създават ново семейство и се изправят пред трудното решение дали да продължат напред, или да признаят, че техният съюз е мотивиран от удобството в семейството да има двама родители.
Благодарение на същата училищна среща, приятели, които споделят минало с Тино и Айде, също в крайна сметка работят в тяхната компания. Те са: Клара Лус, талантлива музикантка, която работи като охрана на концерти, Рудолфо: бивша детска звезда, която сега пее единствения си хит в бар; и Чано и Личита, бивши любовници, които сега имат три деца. Въпреки ежедневните си спорове, те искат да постигнат целите, които са оставени на заден план, когато им се ражда първото дете.

## Актьори
- Ариадне Диас – Айде Москеда
- Хосе Рон – Константино "Тино" Гевара
- Фердинандо Валенсия – Гусман Муриел
- Африка Савала – Федерика
- Даниела Лухан – Клара Лус Монрой
- Мартин Рика – Рудолфо
- Мария Чакон – Алисия "Личита" Чагоян
- Мигел Мартинес – Чано Чаморо
- Джонатан Бесера – Калакас
- Ламбда Гарсия – Факундо Топете
- Шерлин Гонсалес – Силвана дел Вайе
- Летисия Пердигон – Берта
- Ернесто Лагуардия – Джейсън
- Сесилия Габриела – Пура
- Орасио Панчери – Дамасо Ривера
- Виктория Виера – Сирсе Гевара Москеда
- Емилио Белтран – Улисес Гевара Москеда
- Камила Нуниес – Скарлет Гевара Москеда
- Хоакин Бондони – Чеко Чаморо Чагоян
- Мария Перони – Чофис Чаморо Чагоян
- Сандра Санчес Канту – Рина
- Едуардо Саяс – Аугусто
- Константино Алонсо – Пипе
- Хуан Пабло Веласко – Емилиано Гевара
- Матео Сааведра – Чучито Чаморо Чагоян
- Таня Никол – Лила Гевара
- Хосе Ремис – Игор
- Адриана Фонсека – Паулина
- Роксана Пуенте
- Иманол Ландета
- Иван Караса
- Наталия Алварес
- Лукас Уркихо
- Айде Навара
- Рикардо Барона
- Андрес Хиардейо
- Одемарис Руис
- Юрем Рохас
- Найделин Наварете
- Даниела Аедо
- Фабиан Чавес

## Премиера
Премиерата на „Родители за удобство“ е на 21 октомври 2024 г. по Las Estrellas. Последният 80 епизод е излъчен на 9 февруари 2025 г.
| Година | Излъчване                | Брой епизоди | Премиера         | Премиера         | Финал           | Финал            |
| Година | Излъчване                | Брой епизоди | Дата             | Зрители (в млн.) | Дата            | Зрители (в млн.) |
| ------ | ------------------------ | ------------ | ---------------- | ---------------- | --------------- | ---------------- |
| 2024   | понеделник – петък 20:30 | 80           | 21 октомври 2024 | 2.74             | 9 февруари 2025 | 5.61             |

## Продукция

### Развитие
През декември 2023 г. е съобщено, че Роси Окампо е започнала предпродукция на следващата си теленовела и че тя няма да е свързана с франчайза Да преодолееш, който продуцира от 2020 г. до 2023 г. На 26 февруари 2024 г. Окампо обявява официалното заглавие на теленовелата. Записите на теленовелата започват на 24 април 2024 г. западно от град Мексико.

### Кастинг
На 28 февруари 2024 г. е обявено, че Хосе Рон и Ариадне Диас са избрани за главните роли. На 8 март 2024 г. Ернесто Лагуардия, Даниела Лухан, Мартин Рика, Мария Чакон, Мигел Мартинес и Джонатан Бесера се присъединяват към актьорския състав. На 18 март 2024 г. Африка Савала и Фердинандо Валенсия са обявени за антагонистите в историята.